# Alizée Poulicek
Pour les articles homonymes, voir Alizé (homonymie) et Poulíček.
 (décembre 2015).

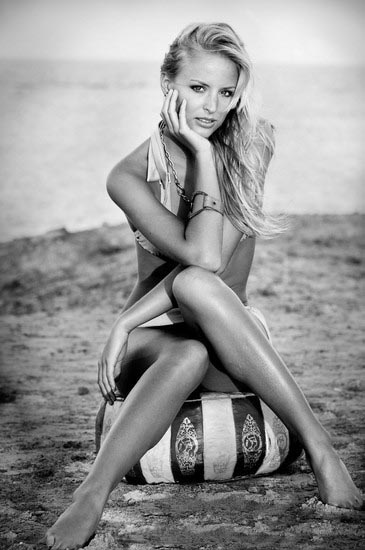

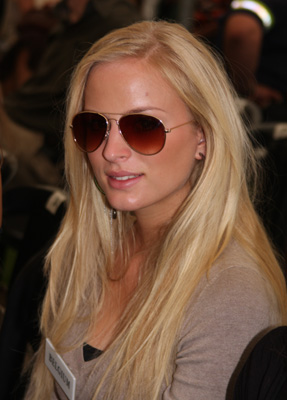

Alizée Poulicek (Uccle, le 26 juin 1987) est un mannequin d'origine belgo-tchèque. Elle a été élue Miss Belgique 2008 lors d'une soirée au Lotto Arena d'Anvers le 15 décembre 2007. Elle est la 16e francophone (en 40 éditions) à être élue Miss Belgique.

## Scandale lors de l'élection
À peine couronnée, Alizée Poulicek fut fort décriée par la presse flamande pour sa méconnaissance du néerlandais. En effet, lors de l'émission au terme de laquelle elle a été élue Miss Belgique, Alizée Poulicek fut incapable de comprendre et de répondre à une question posée dans cette langue par Ann Van Elsen. Des huées sont montées du public d'Anvers, et une polémique débuta directement dans les médias flamands [réf. souhaitée]. Malgré cet incident, elle fut nommée Miss Belgique et promit de perfectionner son néerlandais. Par la suite, elle eut l'occasion de prouver sa connaissance du néerlandais dans de nombreuses interviews, allant même jusqu'à prêter sa voix à un personnage de dessin animé néerlandophone. À présent, elle pratique le français, l'anglais, le tchèque et le néerlandais.

## Alizée, Face of the Universe
Alizée Poulicek s'est illustrée sur la scène internationale en étant élue « Face of the Universe » de l'année 2008. Miss Mexico, et Miss Venezuela (Miss Univers 2008) étaient deuxième et troisième pour ce titre.
Elle a également obtenu la deuxième place pour le titre de « Miss Photogenic » au concours Miss Univers. Malgré ces excellents résultats, elle n'a pas atteint la demi-finale du concours alors que les bookmakers la pointaient en 7e position sur 80 candidates. Jamais une Belge n'avait été aussi bien classée.
Alizée avait aussi apporté un bijou de Swarovski à la vente aux enchères du concours Miss Univers. Ce bijou a rapporté 15 000 dollars à ‘Nguyen Thai Binh Scholarship fund’, une association qui récolte des fonds pour des étudiants défavorisés. Cette contribution fut la plus importante du concours.

## Carrière professionnelle
Alizée Poulicek travaille actuellement[Quand ?] comme mannequin et assure beaucoup d'actes de présence à travers le monde[réf. souhaitée]. Elle a néanmoins dû refuser un contrat à Milan pour démarrer de nouvelles études. En septembre 2009, elle a en effet annoncé son inscription à l’Institut Paul Lambin, à Bruxelles. Elle a déclaré à la presse qu'elle souhaitait devenir diététicienne. Elle a cependant très rapidement renoncé à suivre ces études (après deux semaines de cours).
Depuis janvier 2009, Alizée Poulicek travaille également comme présentatrice de la chaîne RSCA TV, où elle présente une émission avec Gilles de Bilde. RSCA TV est une émission hebdomadaire concernant le sporting d'Anderlecht (club de football bruxellois) accessible sur Belgacom TV.
Depuis mai 2010, Alizée présente une émission consacrée aux nouveautés du service « vidéos à la demande » de VOO Tv, une chaîne de TV diffusée en Wallonie et en partie sur Bruxelles.
Depuis le 1er juin 2011, elle présente l'émission Star Avenue aux côtés de Sacha Cortez et ce, en alternance avec Sophie De Baets.

## Défilé pour La Perla
Alizée Poulicek qui travaille toujours comme modèle s'est particulièrement fait remarquer lors d'un défilé de la marque de lingerie La Perla en 2009. La Liégeoise a véritablement fait sensation en apparaissant vêtue d'un haut transparent, dévoilant ainsi sa poitrine au public.

## Une nouvelle poitrine
Lors de l'élection de Miss Liège 2010, le nom d'Alizée Poulicek était également sur toutes les lèvres[réf. souhaitée]. Venant remettre la couronne à la nouvelle Miss Liège, Alizée Poulicek semblait avoir une poitrine plus généreuse que d'habitude[réf. souhaitée]. Après avoir hésité à confirmer son opération d'augmentation mammaire, Alizée a précisé qu'elle l'avait subie pour des raisons professionnelles[réf. nécessaire].

## Vie privée
Elle est, un temps, en couple avec le footballer Daniel Camus, avec lequel elle a eu un enfant[source secondaire souhaitée].